# Wasilij Abaszkin
Wasilij Abaszkin ros. Василий Тимофеевич Абашкин (ur. 12 kwietnia?/24 kwietnia 1899 w Tule, zm. 1 czerwca 1962 w Leningradzie) – radziecki wojskowy, generał major, uczestnik II wojny światowej.	

## Życiorys
W Armii Czerwonej pełnił służbę od 1919. Po ukończeniu szkolenia w 36 Tulskich Kursach Piechoty dla Czerwonych Dowódców dowodził kompanią i batalionem. W 1925 eksternistycznie ukończył Władykaukaską Szkołę Piechoty korpusu dowódczego, a w 1930 - kursy doskonalące korpusu dowódczego. 
Od 1931 do 1936 pełnił służbę jako szef sztabu pułku. W 1936 ukończył kursy «Wystrieł». Dowodził batalionem szkolnym w Leningradzkiej Szkole Piechoty, następnie był szefem wydziału operacyjnego korpusu. 
Od sierpnia 1941 był zastępcą szefa sztabu armii, od stycznia 1942 - szefem sztabu dywizji, następnie zastępcą szefa wydziału operacyjnego armii, a od 1943 - szefem sztabu CXII korpusu. 
W kwietniu 1950 po ukończeniu wyższych kursów akademickich do kwietnia 1953 był szefem (komendantem) Leningradzkiej Szkoły Piechoty, następnie pełnił służbę w Instytucie Kultury Fizycznej i Sportu.